# تورجش
تورجش أو تركش (لغة تركية قديمة: Türügesh, 突騎施/突骑施, بينيين: tūqíshī,ويد–جيلز: t'u-ch'i-shih) كانت اتحاد قبلي من أتراك الدولو نشأ من تحت بقايا الخاقانات الغربية. برزوا كقوة مستقلة بعد زوال الخانات التركية الغربية وأنشأوا خانهم في عام 699. واستمرت خاقانية التورجش حتى عام 766 عندما هزمهم القارلوقيين. وفقا لباسكاكوف فإن تسمية التورجش بقت كاسم عرقي لقبيلة التيرجيش بين الألطائيون.